# Маршал Хейн
Маршал Хейн (на английски: Marshall Hain) е британски поп дует, създаден през 1976 година. През 1978 година издават песента „Dancing In The City“, която достига трето място в британската класация за сингли и първо в австралийската. След като издава още един сингъл, през 1979 година групата се разделя.